# Hermann Sonnet

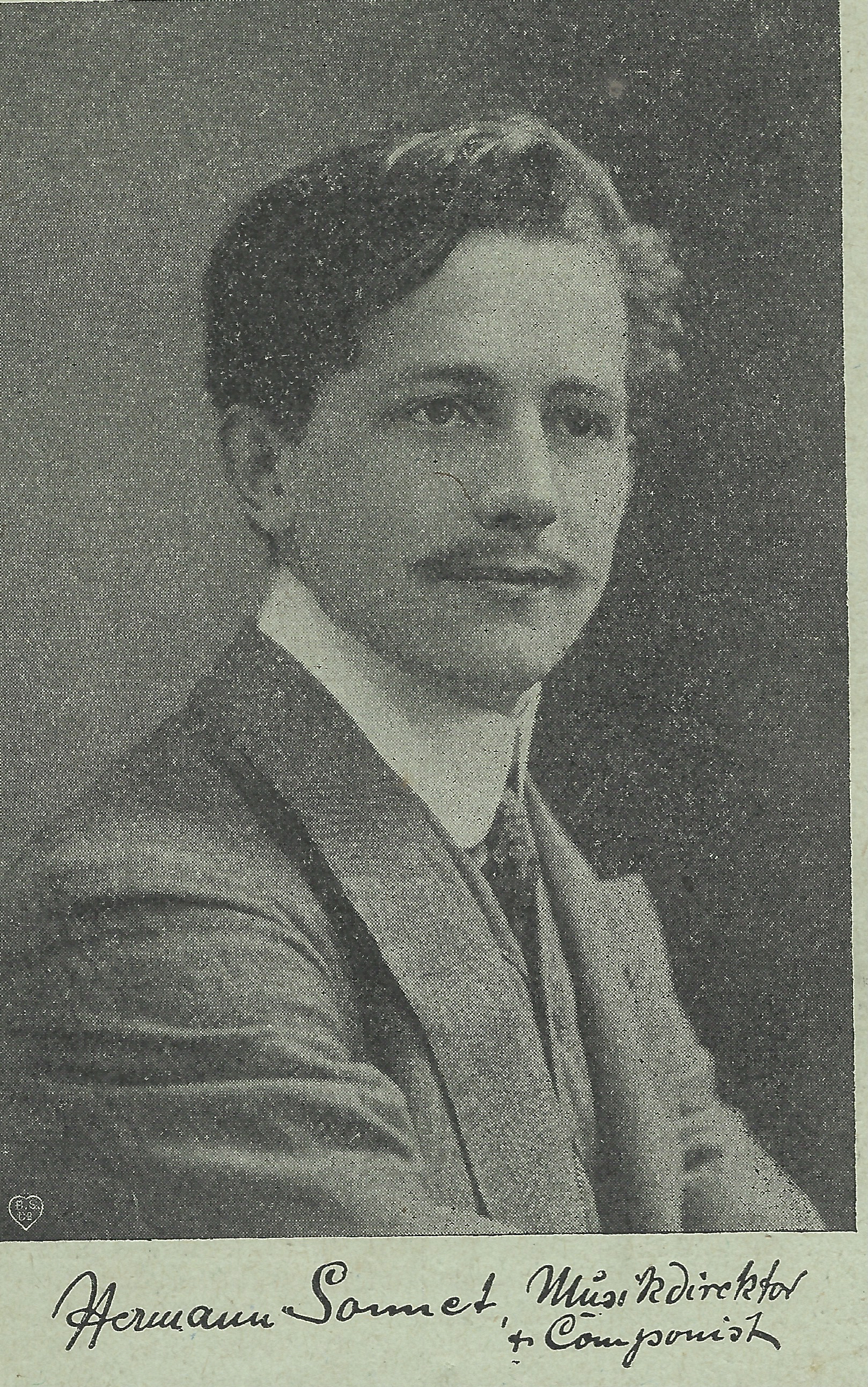
Hermann Sonnet

Hermann Sonnet (* 5. Oktober 1881 in Pforzheim; † 30. Juli 1936 in Heidelberg) war ein deutscher Komponist und Chorleiter.

## Leben und Wirken
Hermann Sonnet wurde als Sohn eines Pforzheimer Gastwirts geboren. Schon als Kind zeigte er eine ausgeprägte musikalische Begabung. Bereits als Musikstudent am Karlsruher Konservatorium erhielt er den Auftrag, zum fünfzigjährigen Jubiläum des Regierungsantritts des Großherzogs Friedrich I. von Baden den Festmarsch zu komponieren. Der Festmarsch mit dem Titel „Badens Stern“ brachte ihm ein mehrjähriges Stipendium ein.
Seine spätere berufliche Karriere führte Hermann Sonnet als Kapellmeister nach Ulm und Göttingen, bevor er sich wieder in Pforzheim niederließ. Hier schuf er zahlreiche Chorwerke, die sich an der Tradition des deutschen Volkslieds orientierten. Einige wie „Weihnachtsglocken“, „In die blühende Welt“ oder „Grüß mir die Reben, Vater Rhein“ gehören bis heute fest zum Repertoire vieler Chöre und Gesangvereine im deutschsprachigen Raum.
Hermann Sonnet ist auf dem Pforzheimer Hauptfriedhof bestattet.

## Ehrungen
- Benennung der Hermann-Sonnet-Straße im Pforzheimer Stadtteil Eutingen